# نبرد کوهیما
نبرد کوهیما (انگلیسی: Battle of Kohima) اثبات نقطه عطف امپراتوری ژاپن در حملات عملیات یو-گو به راج بریتانیا در سال ۱۹۴۴ در جنگ جهانی دوم بود.